# 27619 Ethanmessier
27619 Ethanmessier este un asteroid din centura principală de asteroizi.

## Descriere
27619 Ethanmessier este un asteroid din centura principală de asteroizi. A fost descoperit pe 25 mai 2001 la Socorro, New Mexico, în cadrul proiectului LINEAR. Asteroidul prezintă o orbită caracterizată de o semiaxă mare de 2,44 ua, o excentricitate de 0,20 și o înclinație de 5,1° în raport cu ecliptica.